# Johnstone Football Club
Ne doit pas être confondu avec St Johnstone Football Club.
Maillots
Johnstone Football Club est un ancien club de football écossais basé à Johnstone, Renfrewshire et qui a été actif entre 1878 et 1927, membre de la Scottish Football League entre 1912 et 1915 et entre 1921 et 1926. 

## Histoire
Le club a été fondé en 1878 et, après avoir passé ses premières années dans des ligues mineures, a rejoint la Scottish Football Alliance en 1894, puis la North Ayrshire League et la Scottish Football Combination de 1898 à 1905. Ils rejoignirent ensuite la Scottish Football Union s'y établissant une grande réputation qui leur permit d'être admis dans la Scottish Football League en 1912 à l'occasion de l'augmentation du nombre de clubs en Division 2.
À la suite de l'arrêt de la Division 2 à cause de la Première Guerre mondiale en 1915, Johnstone rejoignit la Western League, avant d'être réintégré à la Scottish Football League lors du retour de la Division 2 en 1921. Ils jouèrent dans cette division jusqu'en 1924-25, saison à la suite de laquelle ils furent relégués en Division 3 pour la saison 1925-26. La Division 3, qui avait été créée en 1923, disparut en 1926 pour des raisons financières, ce qui marqua aussi la fin de la présence de Johnstone dans la Scottish Football League.
Ils rejoignirent alors la Scottish Football Alliance pour une saison, avant de disparaître définitivement en 1927.